# Choque eléctrico
Se denomina choque eléctrico  o accidente eléctrico a una lesión producida por el efecto de la corriente eléctrica en el ser humano o en un animal. Son varios los factores que determinan la envergadura del daño.

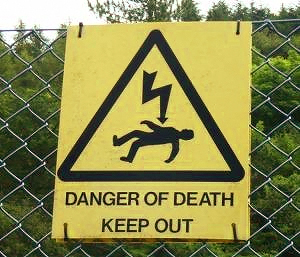
Anuncio de peligro.

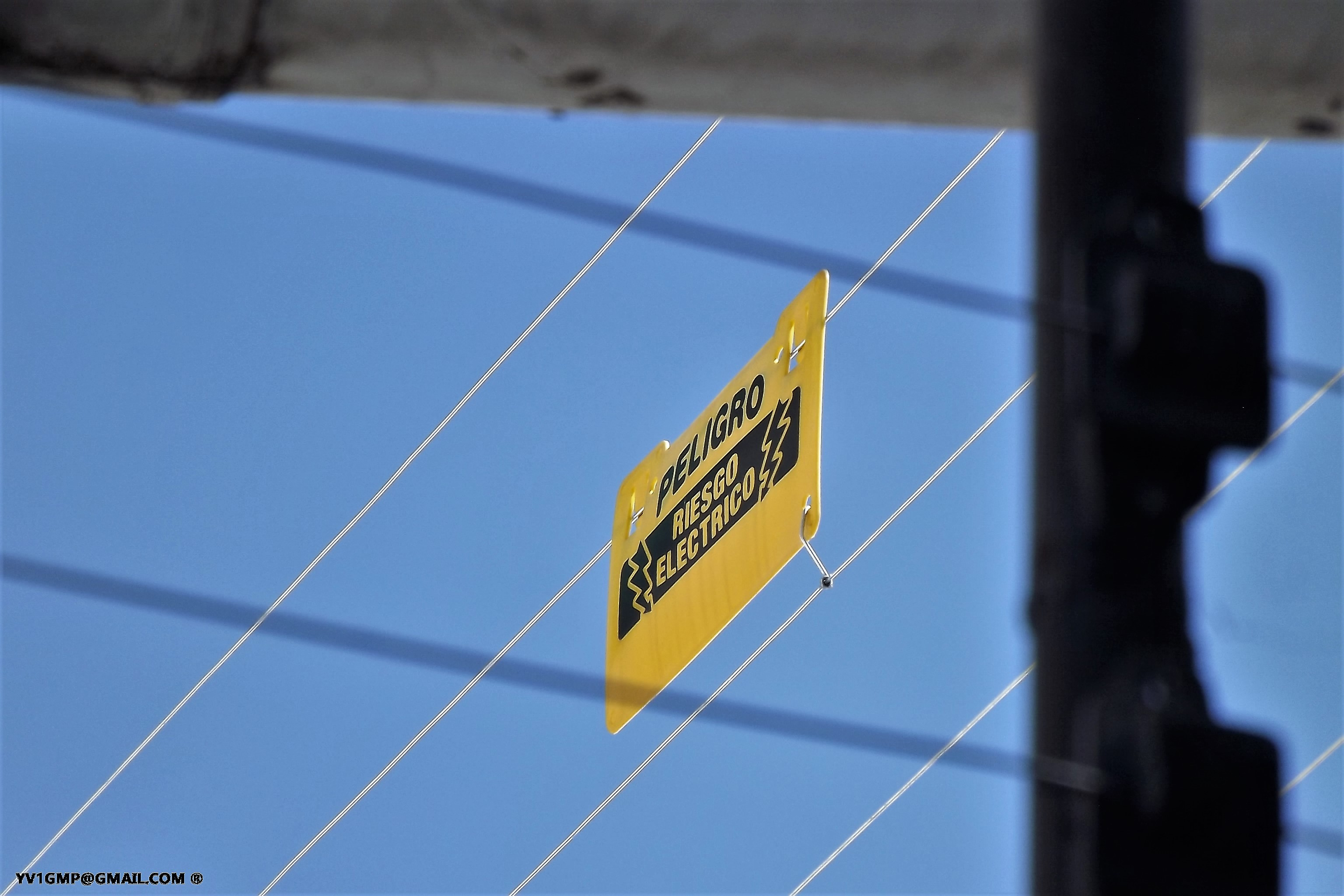
Señal de advertencia de riesgo eléctrico en un área perimetral

Pueden presentarse alteraciones químicas, daños térmicos y otras consecuencias de accidentes secundarios. En español se reservan los términos «electrocutar» y «electrocución» para los casos de accidente eléctrico con resultado de muerte.
Junto a las magnitudes de la tensión eléctrica, de la densidad de corriente y de la intensidad de corriente (también conocida como amperaje), también desempeña un papel el hecho de que se trate de corriente alterna o continua, así como también cuánto tiempo y por qué vía el cuerpo de la persona (o en su defecto, del animal) ha sido atravesado por la corriente eléctrica.

## Tipos de corriente e intensidad
A partir de una intensidad de 10 miliamperios de corriente alterna de baja frecuencia (el umbral bajo el cual no llega a producirse aferramiento) se desencadenan contracciones de la musculatura esquelética. Debido a la constitución más firme de los músculos flexores respecto de los músculos extensores estas contracciones pueden llevar a que la persona "se aferre" a la fuente de corriente eléctrica y con ello a un tiempo más prolongado de exposición. A partir de 30-50 miliamperios, puede sobrevenir una contracción torácica que, al implicar la tensión de los músculos respiratorios y del diafragma durante la duración del flujo de corriente, puede producir un paro respiratorio. Esto también puede ocurrir cuando el flujo de corriente afecta al centro respiratorio del tronco del encéfalo (lo que típicamente sucede, por ejemplo, en un accidente por impacto de un rayo con flujo de corriente a través de la cabeza).
La corriente alterna de 50 Hz, puede conducir la muerte por paro cardíaco, incluso a partir de una intensidad de 10 mA, si la duración de la exposición es de más de 2 segundos. Para la frecuencia de 50 Hz (típica para la mayoría de los países europeos) la corriente alterna actúa 100 veces por segundo sobre la fase sensible del músculo cardíaco. Esta duplicación resulta de que tanto el semiciclo (la media onda) positivo, como el semiciclo negativo de la corriente alterna tienen efecto biológico. En contraposición, pueden registrarse casos de supervivencia en accidentes con corriente continua, incluso hasta 300 mA.
La magnitud real del flujo eléctrico depende de la resistencia eléctrica que el cuerpo humano o animal presente al ser atravesado por la corriente. Esta resistencia no es constante y depende a su vez de varios parámetros. En la práctica, la mayor parte de las veces en que se hace referencia a las fuentes de peligro se trata de las fuentes de tensión. La corriente eléctrica es la resultante del valor de la tensión y de la resistencia del cuerpo. Sin embargo, casi siempre se utiliza la tensión eléctrica como criterio para la clasificación de riesgo, debido a que los valores de la resistencia del cuerpo fluctúan dentro de determinados rangos conocidos.
No obstante hay notables excepciones: Un desfibrilador se aplica para salvar la vida, pero la tensión alcanza hasta 750 voltios y el tiempo entre 1 y 20 milisegundos. La intensidad de corriente puede alcanzar hasta aproximadamente 15 amperios, supuesta una resistencia corporal promedio de 50 ohmios. La corriente continua produce cambios químicos en el cuerpo, debido a la electrólisis.
La alta frecuencia a partir de ca. 100 kHz produce apenas una estimulación nerviosa mínima y sobre los 300 kHz no produce absolutamente ninguna, dado que la conducción iónica imperante en los nervios ya no logra seguir el ritmo acelerado de los cambios de polarización. Pueden presentarse, sin embargo, las lesiones térmicas que son dependientes de la tensión y constituyen efectos deseables en la electrocirugía para detener hemorragias.

## Tensión eléctrica
En la mayor parte de los países de Europa la tensión de contacto máxima está controlada por organismos reguladores que establecen normas. En Alemania, por ejemplo, la «Asociación de Electrotecnia, Electrónica e Informática» (Verband der Elektrotechnik, Elektronik und Informationstechnik, VDE) ha establecido que esta no debe exceder los 50 voltios para la corriente alterna o 120 voltios para corriente continua; en Austria los valores máximos son de 65 voltios (alterna) o 120 voltios (continua).
Para los juguetes infantiles, los habitáculos para animales útiles y en la tecnología médica y sanitaria la tensión de contacto máxima está limitada a solo 25 voltios de corriente alterna o 60 voltios de corriente continua. En caso de baja tensión, la corriente alterna produce daños mayores que la continua, mientras que en caso de alta tensión ocurre lo contrario. El límite entre alta y baja tensión se ha establecido en los 1000 voltios de corriente alterna o 1500 voltios de corriente continua.  Por razones prácticas, sin embargo, se fija el valor límite de 500 voltios para la rutina clínica diaria. Por ello, los accidentes eléctricos en el contexto del «metro» (ferrocarril metropolitano subterráneo) se cuentan entre los «accidentes de alta tensión», debido a que, respecto de sus consecuencias, se diferencian clínicamente de manera clara de los accidentes domésticos producidos por el contacto con la corriente eléctrica domiciliaria.
Aquí se supone, sin embargo, que el efecto de la corriente perdura unos 100 ms. Para tiempos de exposición considerablemente más breves, cercanos a 1 ms, pueden soportarse altos niveles de tensión de 10.000 voltios sin problemas, como en las instalaciones de una cerca electrificada o en las bobinas de encendido por inducción electromagnética.
En contraste, un accidente por efecto prolongado de alta tensión produce principalmente un daño térmico en los tejidos y se manifiesta sobre todo en forma de quemaduras. Se da este caso porque las intensidades de corriente que allí actúan constituyen un múltiplo de aquellas de los accidentes de baja tensión y además se producen arcos eléctricos de muy alta temperatura que en ocasiones pueden llegar a hacer puente con el cuerpo humano. Por ejemplo, un acercamiento de menos de 5 centímetros a una línea de alta tensión de 30 kilovoltios produce un arco eléctrico y para una hipotética resistencia corporal de 5 kiloohmios, fluye a través del cuerpo una corriente de 6 amperios por un breve lapso de tiempo. En esto se produce una potencia térmica de alrededor de 180 kilovatios. Debido a esta alta potencia se produce una evaporación casi instantánea de los tejidos acuosos en el área donde se hallan los puntos de entrada y salida de la corriente, lo que trae como consecuencia las correspondientes quemaduras masivas.
Los tiempos del efecto están en el rango de unos 10 milisegundos para los accidentes de alta tensión y con ello varias potencias decimales por debajo de los tiempos de efecto en accidentes de baja tensión, los que pueden alcanzar el rango de los segundos. Los tiempos de efecto breves en accidentes de alta tensión resultan del hecho de que en la mayoría de los casos no hay un contacto directo con el conductor, por lo no existe el riesgo de aferrarse convulsivamente al conductor eléctrico. En las líneas que conducen alta tensión se produce ya durante la aproximación un flujo de corriente en el aire, a través del arco eléctrico que se forma. Por este motivo, en el caso de la alta tensión el mero acercamiento y el sobrepasar las distancias de seguridad resultan peligrosos.
En algunos accidentes de alta tensión se produce, condicionado por el proceso, una separación del circuito de corriente a través del cuerpo, por ejemplo cuando la persona afectada se cae a consecuencia del choque eléctrico y con ello se interrumpe el flujo de corriente a través de su cuerpo. En el caso de las redes de suministro eléctrico de alta tensión, a partir de alrededor 100 kilovoltios, el flujo de corriente es tan alto al acercarse que se produce un cortocircuito y salta el interruptor automático. En las líneas de tendido eléctrico al aire libre rige la particularidad de que - en el marco de la usual reconexión automática- dentro de pocos segundos la línea es nuevamente puesta bajo tensión.
Cuando el tiempo de efecto ha sido breve, existe una pequeña probabilidad de que la víctima del accidente de alta tensión sobreviva. Incluso en los casos de impacto de un rayo en el cuerpo se han dado casos individuales de supervivencia, sin embargo, con graves quemaduras.

## Resistencia
Para la resistencia global del cuerpo son determinantes la resistencia eléctrica en el lugar de ingreso de la corriente (la piel), la resistencia del cuerpo (la resistencia que oponen al flujo de corriente los tejidos del cuerpo por sí mismos individualmente y en su totalidad) y la resistencia de la unión en el lugar de la salida del flujo de corriente. Esto último suele en gran medida estar determinado por la naturaleza de la superficie de apoyo (por ejemplo, las características del suelo) y los zapatos.
Como valor de orientación general, se puede suponer para la resistencia del cuerpo un rango entre los 500 ohmios a 3 kiloohmios. Esto rige para un adulto y una ruta de la corriente, por ejemplo, de la mano derecha al pie izquierdo o derecho. En el caso del contacto de una zona extensa,  en el caso de la piel fina (como en los bebés) o en los recorridos de distancias más cortas, este valor puede ser inferior. Si se mide la resistencia del cuerpo con un multímetro y a baja tensión, se obtienen valores muy altos de alrededor de 1 megaohmio. En la literatura especializada se supone una resistencia del cuerpo de  1 kΩ hasta 2,4 kΩ. En el caso del desfibrilador que se aplica para conservar la vida, la tensión alcanza hasta 750 voltios y se aplica entre 1 y 20 ms. La resistencia de unión de los electrodos hacia el cuerpo se mantiene a propósito en niveles reducidos. Entonces la intensidad de corriente alcanza hasta cerca de 15 amperios, dada una supuesta resistencia promedio del cuerpo de entre 300-1000 ohmios.

## Duración del efecto
Los accidentes por electrización producen daños que dependen de la duración del efecto. Así por ejemplo, las descargas electrostática (cuya tensión puede estar hasta por sobre los 15 kV), a pesar de su gran intensidad de varios amperios por lo general sólo producen susto o posibles accidentes secundarios, debido a que la duración de la descarga es de algo menos que un microsegundo. En el caso de la cerca eléctrica (con impulsos de unos cuantos kilovoltios) se aprovecha esta característica para mantener a los animales lejos de la cerca, pero sin causarles daño. En ambos casos (la descarga electrostática y la cerca) se alcanzan a producir contracciones musculares (calambres), las que sin embargo no conducen a una descoordinación dramática de los movimientos. Sin embargo, las reacciones de sobresalto puede ser la causa de accidentes secundarios.
Si el tiempo de exposición sobrepasa los 100 milisegundos, disminuye drástica y bruscamente la intensidad  máxima a la fibrilación ventricular (amenaza de muerte). Este límite es de 500 mA para los 20 ms de exposición, pero para una duración de un segundo de tiempo de exposición, llega a descender hasta cerca de 40 mA En consecuencia, los interruptores diferenciales (seguros interrupción automática para evitar descargas) se activan con 30 miliamperios al cabo de 100 ms. En caso de un amperaje mayor, el tiempo hasta que salta el seguro es menor, alcanzando un mínimo de cerca de los 20 ms —un valor que ofrece protección, también en el caso de tener contacto con un conductor de la red eléctrica a través de una persona que tiene contacto a tierra.
NOTA: Pudieran existir formas de electrocución ligadas más al factor magnético del cuerpo en cuestión que a la respuesta eléctrica como tal. Ante tales factores no hay argumentos científicos, sin embargo. Entendemos que si lo analizamos como elemento, existe de por sí un campo.
Los interruptores diferenciales protegen solo en caso de cortocircuito contra tierra, sin embargo no en el caso de contacto con ambos polos de una fuente de tensión.

## Frecuencia estadística
En España las estadísticas revelan una alta frecuencia de accidentes eléctricos. Estos alcanzan una cifra anual de 4.850 por año,  registrándose anualmente además 7300 incendios originados por fallas en las instalaciones eléctricas. En estos accidentes mueren 150 personas por electrocución y quemaduras, mientras que los heridos de gravedad alcanzan a 1500 por año. Un estudio del programa de detección de accidentes domésticos y de ocio (DADO), dependiente del Ministerio de Sanidad y Consumo, ha concluido que, a nivel nacional, los accidentes por electrización constituyen una causa muy frecuente de hospitalización, ocupando el 7.º lugar entre los de tipo doméstico. Asimismo, algunos organismos y asociaciones del área presentan como una causa posible de los siniestros el desgaste y falta de mantenimiento y modernización oportuna de las redes e instalaciones eléctricas.
En Alemania mueren anualmente 200 personas a consecuencia de los accidentes por electrización, de los cuales el 20 % se produce por alta y el 80 % por baja tensión. Aproximadamente el 30 % de los accidentes de alta y un 3 % de los accidentes de baja tensión conducen a la muerte.
El Instituto de Investigación de los Accidentes Eléctricos (IEU) de la Berufsgenossenschaft Energie Textil Elektro Medienerzeugnisse de la ciudad alemana de Colonia acumuló durante décadas datos estadísticos sobre los accidentes por electrización en Alemania. Debido a la gran cantidad de datos es posible hacer afirmaciones sobre la tasa de mortalidad. En la tabla que sigue a continuación se muestran datos de accidentes sobre un periodo de tiempo no especificado que resumen varias décadas. Los datos abarcan solo los accidentes por electrización en el área de la baja tensión desde 130 voltios hasta 400 voltios con 50 hertz de corriente alterna, donde se puede partir del supuesto de una duración mínima de la exposición de 300 milisegundos.
| Trayectoria de la corriente                                                               | Total de accidentes | Accidentes mortales (incluidos en el total) | Distribución (total) | Distribución (mortales) | Mortalidad |
| ----------------------------------------------------------------------------------------- | ------------------- | ------------------------------------------- | -------------------- | ----------------------- | ---------- |
| Mano-mano                                                                                 | 2891                | 82                                          | 77,3 %               | 48,5 %                  | 2,84 %     |
| Mano-pie                                                                                  | 349                 | 19                                          | 9,2 %                | 11,2 %                  | 5,44 %     |
| Mano-pies, manos-pie                                                                      | 294                 | 18                                          | 7,7 %                | 10,7 %                  | 6,12 %     |
| Manos-pies                                                                                | 106                 | 20                                          | 2,8 %                | 11,8 %                  | 18,67 %    |
| Trayectorias menores en el hemicuerpo superior (por ejemplo, mano-pecho, o pecho-espalda) | 108                 | 30                                          | 3,0 %                | 17,8 %                  | 27,78 %    |
| Total                                                                                     | 3748                | 169                                         | 100 %                | 100 %                   | 4,51 %     |

En experimentos con cerdos realizados por un grupo de investigadores encabezado por J. Jacobson se ha estudiado la probabilidad de aparición de fibrilación ventricular El objetivo era investigar los factores de comparación para poder transferir los datos de las mediciones a los seres humanos. Las condiciones del experimento eran las siguientes:
- Corriente alterna de 50 Hertz
- Tiempo de efecto 75 % de la duración del período del pulso cardíaco.
- Larga trayectoria de paso de la corriente (oreja derecha hasta rodilla izquierda)
- Masa corporal de los cerdos de 15 kg a 25 kg

| Probabilidad de fibrilación                | 1 %  | 5 %  | 50 % | 95 % |
| Valor efectivo de la corriente en amperios | 0,63 | 0,79 | 1,50 | 2,80 |

Para la transferencia de estos valores de corriente a las condiciones humanas (brazo derecho hasta el pie izquierdo) se determinó un factor de corrección de 2,8. Es decir, los valores efectivos para la corriente en la tabla deben multiplicarse por 2,8. De manera conservadora (con margen de seguridad) se toma este factor de corrección suponiéndolo en 1,5.

## Fuentes y factores de riesgo

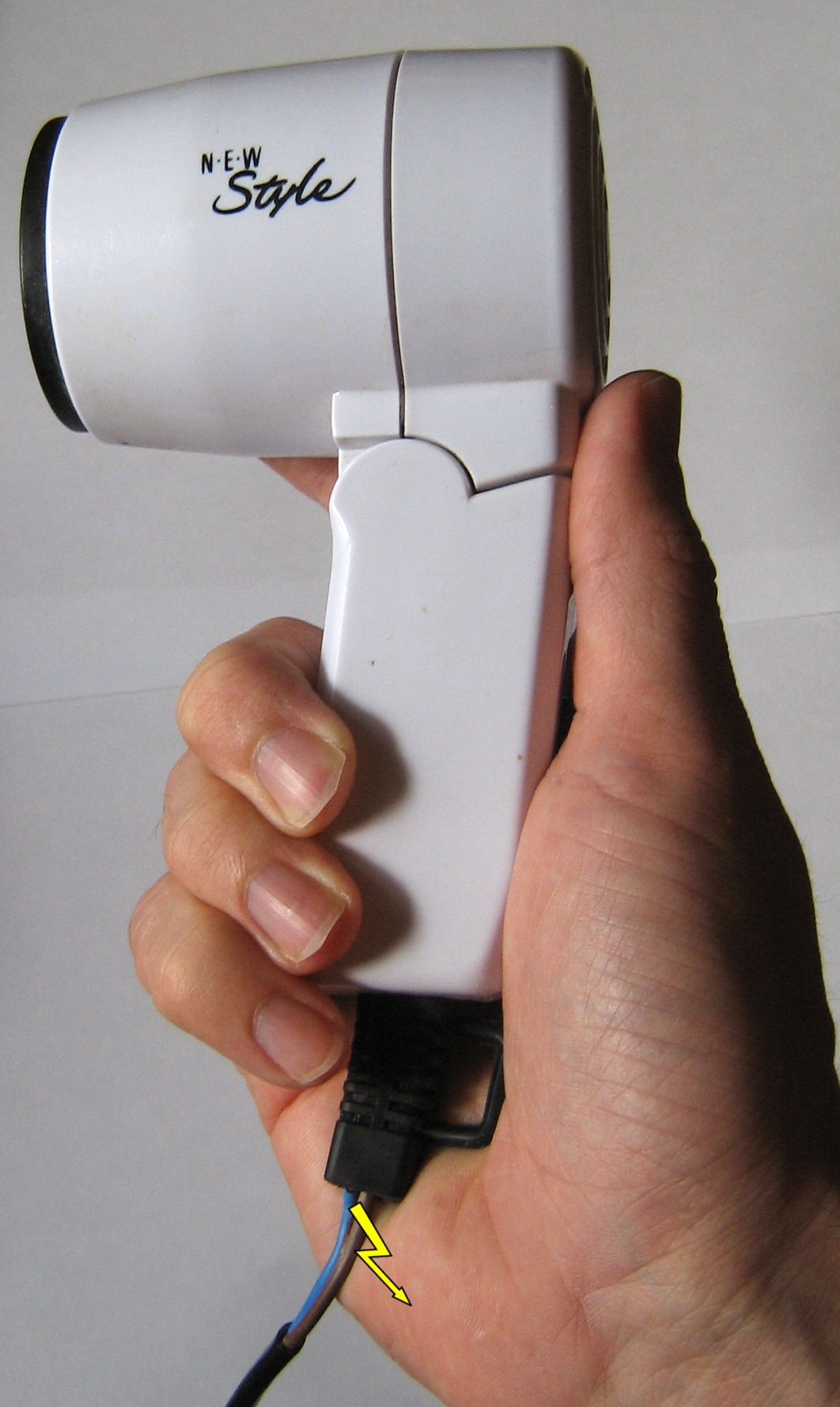
Fuente de riesgo: cable defectuoso.

## Daños orgánicos específicos

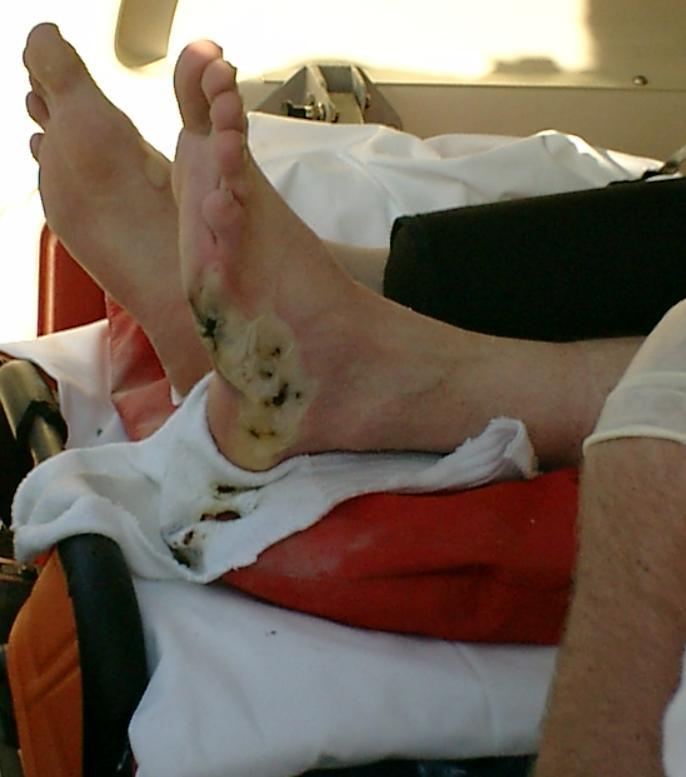
Quemaduras por electrocución.